# Service (skivbolag)
Service är ett svenskt skivbolag startat 2002 av Ola Borgström tillsammans med Dan Lissvik i Göteborg. Service gav ut skivor med bland andra Studio, The Embassy, Franke, Erik de Vahl, Jens Lekman, The Tough Alliance och Ikons. Skivbolaget har ofta kallats Sveriges viktigaste och har, trots sin undergroundkaraktär, varit tongivande för ny svensk musik under 2000-talet.
Med Jens Lekmans Night Falls Over Kortedala (2007) hade Service en etta på albumlistan. Även andra album av Jens Lekman, The Embassy och The Tough Alliance placerade sig på topp 20.
På Manifestgalan 2009 tilldelades bolaget Vice Label Award för "sin fläckfria katalog, ett starkt fjolår, design som alltid är bästis med våra ögon och en orädd inställning till online-distribution".
På Services tio-årsdag i november 2012 sände P3 Musikguiden ett specialprogram om Service, i vilket Borgström förkunnade att skivbolaget inte kommer att ge ut några fler skivor. 

## Services katalog
| Katalognummer | Artist                      | Titel                                  | Format    |
| ------------- | --------------------------- | -------------------------------------- | --------- |
| SERV001       | Studio                      | The End of Fame                        | 7"        |
| SERV002       | Studio                      | The Jungle                             | 7"        |
| SERV003       | Studio                      | Down Here, Like You                    | 7"        |
| SERV004       | The Embassy                 | It Never Entered My Mind               | 7"        |
| SERV005       | The Embassy                 | The Pointer                            | singel    |
| SERV006       | The Embassy                 | Futile Crimes                          | album     |
| SERV007       | Franke                      | Ställs mot dig                         | ep        |
| SERV008       | Franke                      | Optimismens hån                        | album     |
| SERV009       | Jens Lekman                 | Maple Leaves                           | ep        |
| SERV010       | Erik de Vahl                | Secrets Adrift                         | album     |
| SERV011       | Jens Lekman                 | Rocky Dennis In Heaven                 | ep        |
| SERV012       | Jens Lekman / José Gonzáles | If You Ever Need a Stranger            | 7"        |
| SERV013       | The Tough Alliance          | Make It Happen                         | ep        |
| SERV014       | The Embassy                 | Wearing Our Pop Art Hearts...          | ep        |
| SERV015       | Jens Lekman                 | When I Said I Wanted To Be Your Dog    | album     |
| SERV016       | Jens Lekman                 | Julie Ep                               | ep        |
| SERV017       | The Tough Alliance          | Holiday                                | ep        |
| SERV018       | Olika artister              | Risky Dazzle - a Service Party Shuffle | album     |
| SERV019       | The Tough Alliance          | The New School                         | album     |
| SERV020       | Jens Lekman                 | "Oh, You're So Silent Jens"            | album     |
| SERV021       | The Embassy                 | Some Indulgence                        | singel    |
| SERV022       | Cat5                        | Play This Loud                         | singel    |
| SERV023       | Erik de Vahl                | Friendly Fire                          | album     |
| SERV024       | The Embassy                 | Tacking                                | album     |
| SERV025       | Harlem                      | Game/Watch                             | ep        |
| SERV026       | The Whitest Boy Alive       | Burning                                | singel    |
| SERV027       | The Whitest Boy Alive       | Dreams                                 | album     |
| SERV028       | The Embassy                 | A Compact Disc Including The Embassy   | ep        |
| SERV029       | The Embassy                 | Some Indulgence rewind                 | singel    |
| SERV030       | Jens Lekman                 | Friday Night at the Drive-In Bingo     | 7" singel |
| SERV031       | Jens Lekman                 | Night Falls Over Kortedala             | album     |
| SERV032       | Jackpot                     | Uno Dos Tres / Move In the Light       | 12"       |
| SERV033       | Kool Dj Dust                | The Disco Opera                        | album     |
| SERV034       | The Embassy                 | You Tend to Forget                     | 12"       |
| SERV035       | Lake Heartbeat              | Trust In Numbers                       | album     |
| SERV036       | Ikons                       | Ikons                                  | album     |
| SERV037       | Forest                      | Forest                                 | album     |
| SERV038       | Jens Lekman                 | An Argument With Myself                | ep        |
| SERV039       | The Embassy                 | Life In the Trenches                   | album     |
| SERV040       | Ikons                       | Life Rhythm                            | album     |
| SERV041       | Jens Lekman                 | I Know What Love Isn't                 | album     |